# Le Bleu
Le Bleu était une publication hebdomadaire appartenant au groupe S.E.P.
Spécialisé dans l'information politique, il se voulait la lettre hebdomadaire du monde de la politique et des pouvoirs.
Il tirait son nom de sa couleur : il était imprimé en bleu, en guise d'hommage au "bleu de Matignon".
Dans la mécanique gouvernementale, un Bleu de Matignon est une information primordiale, un résumé parfait de ce qu'il faut comprendre et retenir d'une situation donnée.
Le Bleu s'adressait à un public composé essentiellement des cabinets ministériels, d'élus nationaux et locaux, mais aussi par des lecteurs provenant de l'administration, des entreprises publiques ou de journalistes.
Il était diffusé à plus de 3 000 abonnés.